# Eddyville (Iowa)
Eddyville è una città degli Stati Uniti d'America, situata nello Stato dell'Iowa, nella contea di Wapello e in piccole parti nella contea di Mahaska e nella contea di Monroe.